# Lambert (Missouri)
Lambert és una població dels Estats Units a l'estat de Missouri. Segons el cens del 2000 tenia 49 habitants.

## Demografia
Segons el cens del 2000, Lambert tenia 49 habitants, 17 habitatges, i 13 famílies. La densitat de població era de 378,4 habitants per km².
Dels 17 habitatges en un 29,4% hi vivien nens de menys de 18 anys, en un 76,5% hi vivien parelles casades, en un 0% dones solteres, i en un 23,5% no eren unitats familiars. En l'11,8% dels habitatges hi vivien persones soles el 5,9% de les quals corresponia a persones de 65 anys o més que vivien soles. El nombre mitjà de persones vivint en cada habitatge era de 2,88 i el nombre mitjà de persones que vivien en cada família era de 3,31.
Per edats la població es repartia de la següent manera: un 22,4% tenia menys de 18 anys, un 4,1% entre 18 i 24, un 34,7% entre 25 i 44, un 24,5% de 45 a 60 i un 14,3% 65 anys o més.
L'edat mediana era de 36 anys. Per cada 100 dones de 18 o més anys hi havia 100 homes.
La renda mediana per habitatge era de 34.375 $ i la renda mediana per família de 43.125 $. Els homes tenien una renda mediana de 24.375 $ mentre que les dones 13.125 $. La renda per capita de la població era de 16.533 $. Cap de les famílies i el 6,1% de la població estaven per davall del llindar de pobresa.

## Poblacions més properes
El següent diagrama mostra les poblacions més properes.